# Procédure d'adhésion de l'Ukraine à l'Union européenne
L’Ukraine dépose sa candidature d’adhésion à l’Union européenne le 28 février 2022 après la signature de sa lettre de candidature par Volodymyr Zelensky, président de l’Ukraine. Cette candidature est suivie dès le 3 mars suivant de celles de la Géorgie et de la Moldavie, toutes les trois précipitées par l’invasion de l’Ukraine par la Russie.
En juin 2022, le statut de candidat est accordé à l’Ukraine par l’Union. L’ouverture des négociations intervient le 14 décembre 2023.

## Historique

Le drapeau utilisé par les manifestants de l’Euromaïdan.

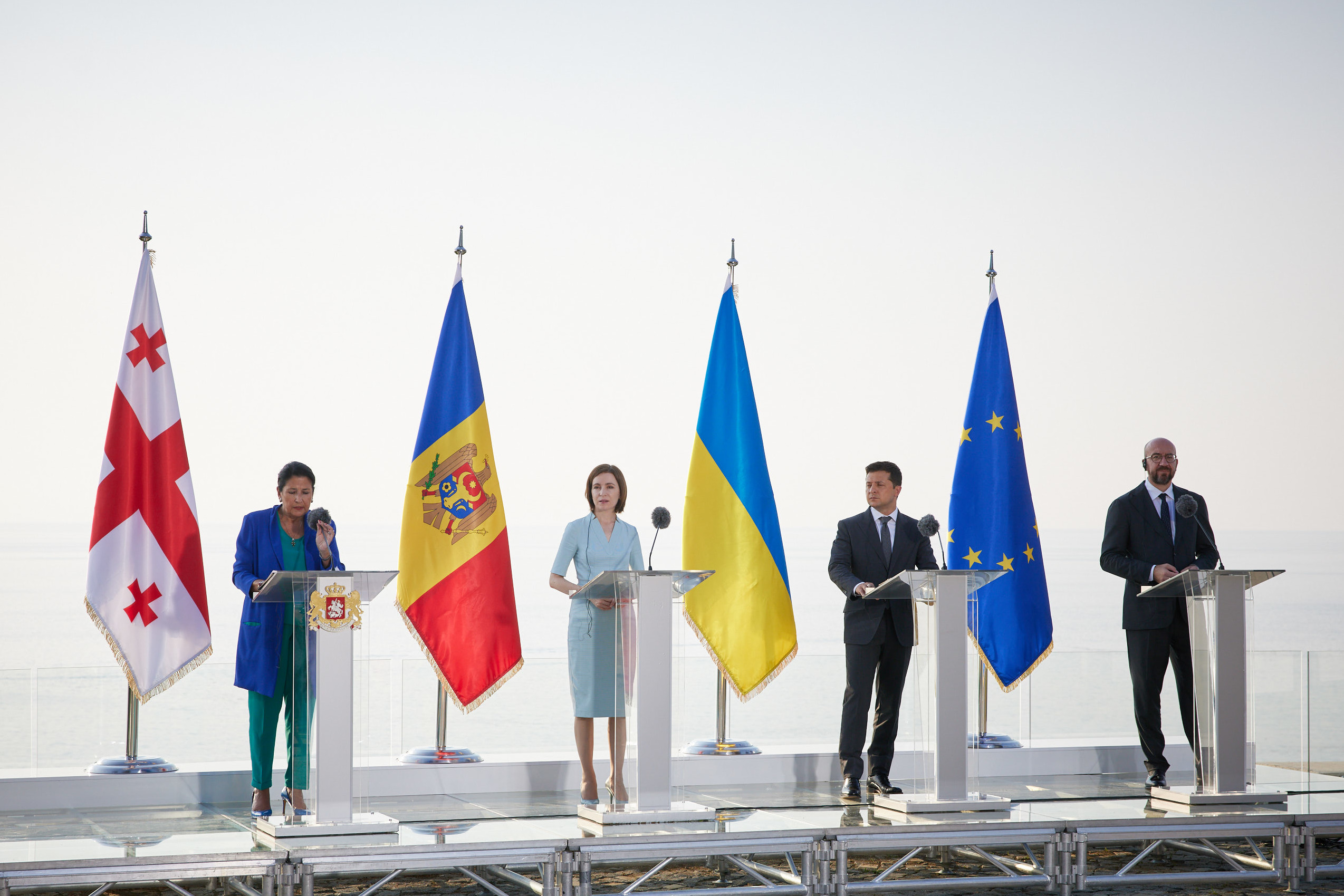
La présidente géorgienne Salomé Zourabichvili, la présidente moldave Maia Sandu, le président ukrainien Volodymyr Zelensky et le président du Conseil européen Charles Michel lors de la conférence de Batoumi en 2021.

Un accord d’association entre l’Ukraine et l’Union européenne est signé le 21 mars 2014 et entre en vigueur le 1er septembre 2017.
Le 21 février 2019, la Constitution de l’Ukraine est modifiée, les normes sur le cap stratégique de l’Ukraine pour l’adhésion à l’Union européenne et à l’OTAN sont inscrites dans le préambule de la Loi fondamentale, trois articles et des dispositions transitoires,.
Le 24 février 2022, l’invasion russe de l’Ukraine commence : le gouvernement russe voulant le retour de l’Ukraine dans sa sphère d’influence, la capitale Kiev se retrouve donc sous le feu russe. Le président ukrainien Volodymyr Zelensky y reste malgré tout et multiplie les appels à la communauté internationale pour qu’elle soutienne son pays.

### Chronologie
| Date               | Évènement |
| ------------------ | --- |
| 21 mars 2014       | Signature de l'Accord d'association entre l'Ukraine et l'Union européenne.                                                                          |
| 1er septembre 2017 | Entrée en vigueur de l'Accord d'association. |
| 21 février 2019    | La Constitution ukrainienne est modifiée pour intégrer l'objectif d'une intégration à l'Union européenne et à l'OTAN.                               |
| 24 février 2022    | Invasion de l'Ukraine par la Russie. |
| 28 février 2022    | Candidature à l'adhésion à l'Union déposée. |
| 10 mars 2022       | Le Conseil européen demande à la Commission un avis sur l'adhésion de l'Ukraine.                                                                    |
| 8 avril 2022       | La Commission envoie le questionnaire relatif à l'adhésion à l'Ukraine.                                                                             |
| 17 avril 2022      | Première partie des réponses de l'Ukraine au questionnaire.                                                                                         |
| 9 mai 2022         | Deuxième partie des réponses de l'Ukraine au questionnaire.                                                                                         |
| 17 juin 2022       | La Commission recommande l'octroi du statut de candidat et fixe un ensemble de sept réformes nécessaires à l'ouverture des négociations d'adhésion. |
| 8 novembre 2023    | La Commission recommande l'ouverture des négociations d'adhésion.                                                                                   |
| 14 décembre 2023   | Le Conseil européen décide de l'ouverture des négociations d'adhésion avec l'Ukraine et la Moldavie.                                                |
| 21 juin 2024       | Début de l'examen analytique. |

## Candidature

### Lettre de candidature
Le 28 février 2022, le président ukrainien Volodymyr Zelensky signe la lettre de candidature à l’adhésion à l’Union européenne :

« Цим листом Україна, як європейска держава, яка поважає цінності, закріплені в статті 2 Договору про Європейськнй Союз, має честь подати заявку на членство у Європейському Союзі відповідно до 49 Договору про Європейськнй Союз. »

— Volodymyr Zelensky, président de l’Ukraine

« Avec cette lettre, l'Ukraine, en tant qu'État européen qui respecte les valeurs consacrées à l'article 2 du traité sur l'Union européenne, a l'honneur de demander son adhésion à l'Union européenne conformément à l'article 49 du traité sur l'Union européenne. »

Le même jour, les présidents de Bulgarie, d’Estonie, de Lettonie, de Lituanie, de Pologne, de Slovaquie, de Slovénie et de Tchéquie publient une lettre appelant leurs homologues des autres États membres à soutenir l’octroi du statut de pays candidat à l’Ukraine et à entamer les négociations.

### Réponse de l’Union européenne

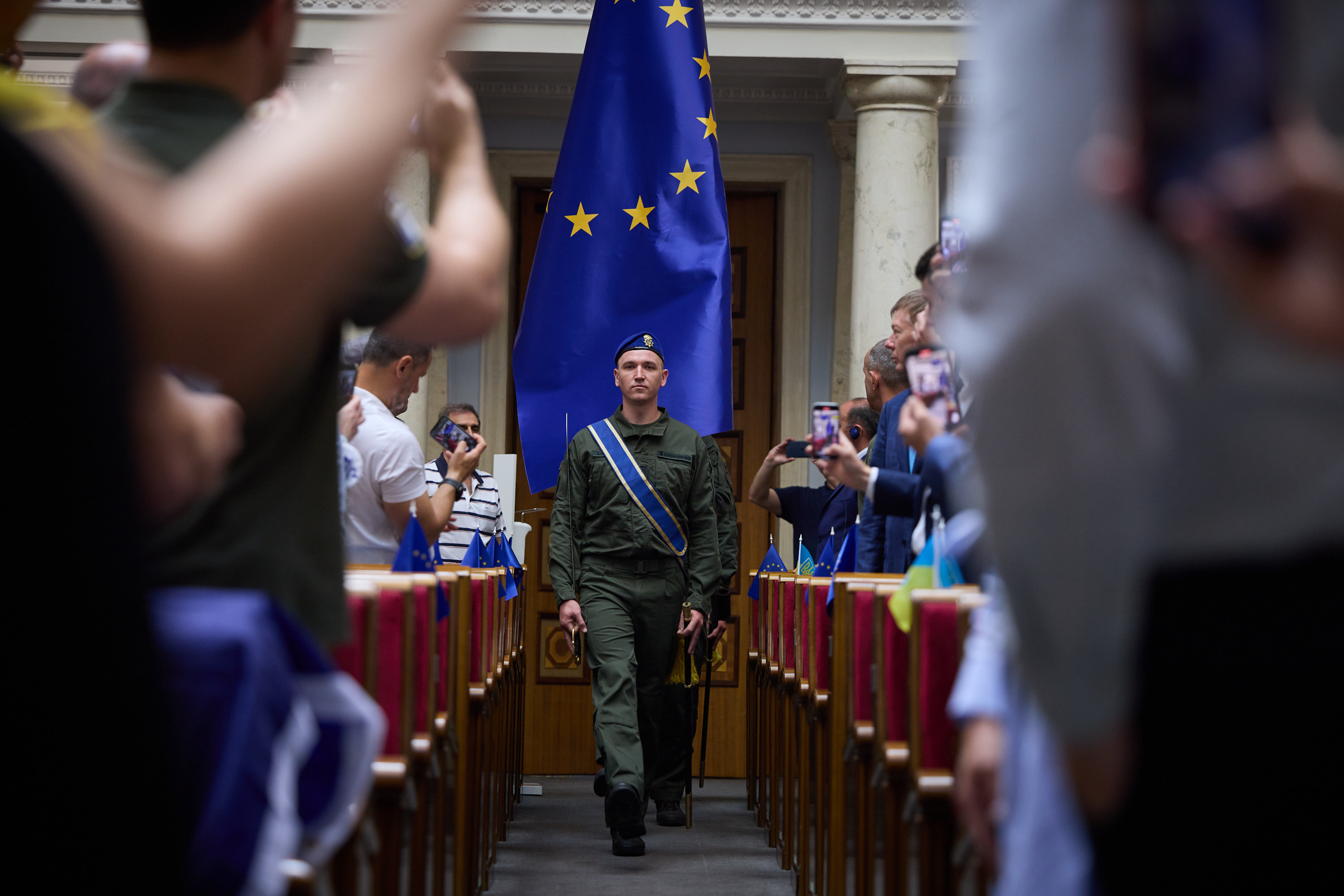
Le 1er juillet 2022, le drapeau de l’UE a été solennellement introduit dans le hall de la Verkhovna Rada d’Ukraine.

Le 17 juin 2022, la Commission européenne recommande d’accorder à l’Ukraine le statut de candidat à l’Union européenne, annonce la présidente de l’exécutif européen, Ursula von der Leyen, lors d’une conférence de presse,. Cet avis est discuté lors du sommet européen des 23 et 24 juin et les dirigeants des 27 pays de l’UE donnent leur feu vert à l’unanimité.
Le 23 juin 2022, les vingt-sept pays de l’UE accordent à l’unanimité le statut de candidat à l’Ukraine et à la Moldavie par la même occasion,. Charles Michel, le président du Conseil européen, évoque un « moment historique » alors que Ursula von der Leyen annonce que « c’est un bon jour pour l’Europe ».
Le 8 novembre 2023, la Commission recommande au Conseil de l’UE d’ouvrir les négociations.
Le 14 décembre 2023, lors d’un sommet européen à Bruxelles, tous les pays de l’Union européenne, à l’exception de la Hongrie (qui s’est abstenue), votent en faveur de l’ouverture des négociations d’adhésion de l’Ukraine mais aussi de la Moldavie,. Le président ukrainien Volodymyr Zelensky réagit sur Twitter, écrivant que cette décision est une « victoire pour l’Ukraine » et pour « toute l’Europe ».
C’est la première fois qu’une telle décision est prise aussi vite de la part des dirigeants européens. Le 25 juin 2024, les négociations débutent, en même temps que celles de la Moldavie.

## État des négociations

### Acquis communautaire
| Chapitres de l’acquis                                               | Évaluation initiale de la Commission | Début de l’examen analytique | Fin de l’examen analytique | Ouverture du chapitre | Clôture du chapitre |
| ------------------------------------------------------------------- | ------------------------------------ | ---------------------------- | -------------------------- | --------------------- | ------------------- |
| 1. Libre circulation des biens                                      | Efforts approfondis nécessaires      | 3 mars 2025                  | 6 mars 2025                | –                     | –                   |
| 2. Libre circulation des travailleurs                               | Très difficile à adopter             | 19 novembre 2024             | 19 novembre 2024           | –                     | –                   |
| 3. Droit d’établissement et libre prestation de services            | Efforts considérables nécessaires    | 21 novembre 2024             | 22 novembre 2024           | –                     | –                   |
| 4. Libre circulation des capitaux                                   | Efforts considérables nécessaires    | 20 novembre 2024             | 20 novembre 2024           | –                     | –                   |
| 5. Marchés publics                                                  | Efforts considérables nécessaires    | 8 juillet 2024               | 9 juillet 2024             | –                     | –                   |
| 6. Droit des sociétés                                               | Efforts considérables nécessaires    | 13 mars 2025                 | 13 mars 2025               | –                     | –                   |
| 7. Droits de propriété intellectuelle                               | Efforts considérables nécessaires    | 10 décembre 2024             | 11 décembre 2024           | –                     | –                   |
| 8. Politique de la concurrence                                      | Efforts considérables nécessaires    | 27 janvier 2025              | 29 janvier 2025            | –                     | –                   |
| 9. Services financiers                                              | Efforts considérables nécessaires    | 13 février 2025              | 14 février 2025            | –                     | –                   |
| 10. Société de l’information et médias                              | Efforts approfondis nécessaires      | 31 mars 2025                 | 1 avril 2025               | –                     | –                   |
| 11. Agriculture et développement rural                              | Très difficile à adopter             | -                            | -                          | –                     | –                   |
| 12. Sécurité alimentaire, politique vétérinaire et phytosanitaire   | Efforts approfondis nécessaires      | -                            | -                          | –                     | –                   |
| 13. Pêche                                                           | Efforts considérables nécessaires    | –                            | –                          | –                     | –                   |
| 14. Politique des transports                                        | Efforts considérables nécessaires    | 24 juin 2025                 | 27 juin 2025               | –                     | –                   |
| 15. Énergie                                                         | Aucune difficulté majeure attendue   | 8 juillet 2025               | 9 juillet 2025             | –                     | –                   |
| 16. Fiscalité                                                       | Efforts considérables nécessaires    | 5 juin 2025                  | 6 juin 2025                | –                     | –                   |
| 17. Politique économique et monétaire                               | Efforts approfondis nécessaires      | 4 juin 2025                  | 4 juin 2025                | –                     | –                   |
| 18. Statistiques                                                    | Efforts considérables nécessaires    | 11 novembre 2024             | 12 novembre 2024           | –                     |                     |
| 19. Politique sociale et emploi                                     | Très difficile à adopter             | 24 mars 2025                 | 25 mars 2025               | –                     | –                   |
| 20. Politique d’entreprise et politique industrielle                | Efforts considérables nécessaires    | 28 avril 2025                | 29 avril 2025              | –                     | –                   |
| 21. Réseaux transeuropéens                                          | Efforts considérables nécessaires    | 24 juin 2025                 | 9 juillet 2025             | –                     | –                   |
| 22. Politique régionale et coordination des instruments structurels | Efforts considérables nécessaires    | –                            | –                          | –                     | –                   |
| 23. Appareil judiciaire et droits fondamentaux                      | Efforts considérables nécessaires    | 17 septembre 2024            | 19 septembre 2024          | –                     | –                   |
| 24. Justice, liberté et sécurité                                    | Efforts considérables nécessaires    | 23 octobre 2024              | 25 octobre 2024            | –                     | –                   |
| 25. Science et recherche                                            | Efforts approfondis nécessaires      | 14 mars 2025                 | 14 mars 2025               | –                     | –                   |
| 26. Éducation et culture                                            | Efforts considérables nécessaires    | 30 avril 2025                | 30 avril 2025              | –                     | –                   |
| 27. Environnement                                                   | Efforts considérables nécessaires    | 16 juin 2025                 | 20 juin 2025               | -                     | –                   |
| 28. Protection des consommateurs et de la santé                     | Efforts considérables nécessaires    | 10 février 2025              | 12 février 2025            | –                     | –                   |
| 29. Union douanière                                                 | Aucune difficulté majeure attendue   | 10 avril 2025                | 11 avril 2025              | –                     | –                   |
| 30. Relations extérieures                                           | Aucune difficulté majeure attendue   | 30 janvier 2025              | 30 janvier 2025            | –                     | –                   |
| 31. Politique étrangère, de sécurité et de défense                  | Aucune difficulté majeure attendue   | 7 mars 2025                  | 7 mars 2025                | –                     | –                   |
| 32. Contrôle financier                                              | Très difficile à adopter             | 8 octobre 2024               | 10 octobre 2024            | –                     | –                   |
| 33. Dispositions financières et budgétaires                         | Très difficile à adopter             | –                            | –                          | –                     | –                   |
| 34. Institutions                                                    | Rien à adopter                       | –                            | –                          | –                     | –                   |
| 35. Autres                                                          | Rien à adopter                       | –                            | –                          | –                     | –                   |
| Progression                                                         |                                      | 28 sur 33                    | 28 sur 33                  | 0 sur 33              | 0 sur 33            |